# نساء من أجل المستقبل
اتحاد المرأة الأوكراني من أجل المستقبل (بالأوكرانية: Всеукраїнське політичне об’єднання "Жінки за майбутнє")‏ هو حزب سياسي في أوكرانيا سُجل في 30 آذار/مارس 2001. تم إنشاء الحزب من قبل لودميلا كوتشما زوجة الرئيس الأوكراني ليونيد كوتشما ومن بين أبرز مرشحي الحزب كان دميترو فيرتاش.
شارك الحزب في انتخابات السلطة التشريعية يوم 30 آذار/مارس 2002 وفاز بنسبة 2.1% من الأصوات الشعبية بينما حصل على صفر مقعد، وعلى الرغم من أن نتائج الاستطلاع الأخيرة توقعت 5% إلى 6% من مجموع الأصوات للحزب إلا أنه حصل على 2% فقط. في انتخابات السلطة التشريعية التي أُجريت في 26 آذار/مارس 2006، كان الحزب جزءا من كتلة المعارضة "ني تاك"، أما في انتخابات عام 2007 فلم يُشارك الحزب.